# 永瓣藤
永瓣藤（学名：Monimopetalum chinense）是卫矛科永瓣藤属的植物，是中国的特有植物。分布于中国大陆的江西、安徽等地，生长于海拔150米至850米的地区，多生在山坡、路边和山谷杂木林中，目前尚未由人工引种栽培。